# Kogon (Distretto di Kogon)
Kogon (in uzbeco Kogon; in russo Каган) è il capoluogo del distretto di Kogon della regione di Bukhara, in Uzbekistan. Si trova 10 km a est di Bukhara a un'altitudine di 221 m s.l.m., aveva 48.000 abitanti al censimento del 1989 e una popolazione calcolata di 87.612 abitanti per il 2010.
La città ha una stazione che serve la città di Bukhara (la "Bukhara-1") sulla linea ferroviaria transcaspiana che proviene dal Turkmenistan e collega Türkmenbaşy, sul mar Caspio, e Aşgabat a Tashkent.